# Octapolis
Octapolis è un videogioco pubblicato nel 1987 per Commodore 64 dalla English Software. Di ambientazione fantascientifica, comprende sequenze sparatutto a scorrimento con un'astronave e sequenze a piattaforme con un astronauta a piedi. Ottenne generalmente buoni giudizi dalla critica dell'epoca.

## Trama
Nel 3897 l'Impero Galattico ha sottomesso tutti i sistemi solari, fatta eccezione per il pianeta Octapolis, sulla cui desolata superficie sorgono otto città. L'arma segreta di Octapolis contro l'enorme forza militare dell'impero sono dei poteri mentali che confondono qualunque pilota o intelligenza artificiale si avvicini. Dopo secoli l'impero ha trovato un pilota immune a questi poteri e lo invia come agente solitario a sabotare le difese delle otto città, una dopo l'altra.

## Modalità di gioco

### Sequenze di volo
Si inizia con la sequenza sparatutto, pilotando una navicella in tre dimensioni sopra il paesaggio della città. Lo schermo è diviso orizzontalmente in due e ciascuna metà mostra contemporaneamente una prospettiva bidimensionale: sopra la visuale laterale, sotto la visuale dall'alto. Lo scorrimento sincronizzato delle due scene è orizzontale in entrambi i sensi, con effetto parallasse nella visuale dall'alto.
La navicella può viaggiare a velocità regolabile in orizzontale, cambiare quota (visibile di lato e in parte, grazie all'ombra, dall'alto) e cambiare posizione trasversale (visible solo dall'alto). Spara raggi in orizzontale, orientabili anche nel verso opposto a quello di marcia; il fuoco è automatico e continuo, mentre il pulsante del joystick è usato per gli spostamenti trasversali. Si combatte contro velivoli e missili nemici che arrivano a ondate da entrambi i sensi.
Dopo un tempo sufficiente o sufficienti uccisioni la navicella lampeggia e parte un effetto sonoro, a segnalare che si può atterrare. Per passare alla sequenza successiva si deve atterrare in uno specifico punto centrale della città, ma è anche possibile continuare a volare indefinitamente per aumentare il punteggio, con il quale si vincono anche nuove vite.

### Sequenze a piedi
Il protagonista in tuta spaziale si avventura quindi negli interni della città, dove deve attraversare cinque livelli bidimensionali a schermata statica, con piattaforme in disposizione variabile. Si può camminare in orizzontale, saltare e sparare raggi in orizzontale. Lo scopo è raggiungere l'uscita situata sul lato opposto della stanza.
Varie creature aliene fanno avanti e indietro per lo schermo: grandi occhi volanti, che sono gli unici nemici che il giocatore può eliminare sparando, e altri mostri indistruttibili, principalmente grossi umanoidi cornuti e altri più piccoli simili a E.T. Si perde una vita al contatto con i nemici, mentre cadere dall'alto è innocuo, a meno che si finisca fuori dallo schermo. Non ci sono limiti di tempo, ma c'è un punteggio bonus, complessivo per tutti i cinque livelli, che diminuisce col tempo.
Completato il percorso si ritorna alla sequenza di volo su una nuova città, con aspetto differente sia all'esterno sia all'interno.

## Produzione
Octapolis fu interamente concepito e programmato dal finlandese Jukka Tapanimäki (1961-2000), eccetto la musica che è del britannico Wally Beben. Tapanimäki lo sviluppò in occasione di un concorso di programmazione organizzato nel gennaio 1987 dalla rivista finlandese MikroBITTI. Successivamente lo propose per la pubblicazione a diversi editori stranieri, e scelse l'offerta della English Software di Manchester. Per la sequenza sparatutto a schermo diviso l'autore si ispirò a Sanxion, altro gioco di origine finlandese, aggiungendo la possibilità di controllare effettivamente l'astronave in entrambe le visuali.
Octapolis fu la prima opera pubblicata commercialmente di Jukka Tapanimäki, in seguito autore di altri titoli di rilievo per Commodore 64: Moonfall, Netherworld e Zamzara.